# Jet set
Jet set (em inglês, literalmente, "conjunto de pessoas que se deslocam de avião a jato") é uma expressão cunhada nos anos 1950, atribuída ao colunista de fofocas do New York Journal American, Igor Cassini, para designar um grupo social com poder aquisitivo suficiente para viajar frequentemente de avião a jato.
O termo foi introduzido na década de 1950, quando a companhia aérea britânica BOAC, em 2 de maio de 1952, começou a operar voos comerciais utilizando o avião de Havilland Comet. A primeira rota típica do jet set foi Londres–Nova Iorque, inaugurada em outubro de 1958. Em razão do alto preço dos bilhetes, jet set identificava a elite financeira da sociedade.

## Brasil
Na imprensa brasileira, a expressão jet set e seus sinônimos (grand monde, alta-roda) foram caindo em desuso. A partir dos anos 1980, esse grupo de pessoas era designado como "colunáveis" (pessoas que podiam ser citadas nas colunas sociais dos jornais e revistas). Passou-se a usar também o termo socialites, igualmente  derivado da língua inglesa.
Nos anos 1990, os jovens identificados com os valores desse grupo eram chamados "patricinhas" e "mauricinhos". Na mesma época, os "novos-ricos"  que passaram a constituir boa parte dessa elite financeira, passaram a ser chamados emergentes.